# VSI Tampa Bay FC
VSI Tampa Bay FC was een Amerikaanse voetbalclub uit Tampa Bay, Florida.
De club werd in 2011 opgericht als onderdeel van de Engelse voetbalacademie VisionPro Sports Institute om in de Verenigde Staten aan jeugd- en professioneel voetbal te doen. VSI ging een samenwerking aan met de jeugdsportorganisatie in Brandon. De club sloot zich aan bij de United Soccer Leagues waar het in 2012 debuteerde met teams in de USL Premier Development League, Super-20 League (jeugd) en de W-League (dames). In 2013 debuteerde VSI Tampa Bay FC in de USL Pro. De club werd tiende en bereikte de tweede ronde van de US Open Cup. Na het eerste seizoen stopte de club.